# Regència Nacional i Carlista d'Estella
La Regència Nacional i Carlista d'Estella (RENACE) va ser una organització política carlista que va aparèixer en 1958 dirigida per Maurici de Sivatte, antic cap de la junta regional de la Comunió Tradicionalista de Catalunya, que havia estat expulsat del carlisme oficial el 1949, per causa de les seves diferències amb Manuel Fal Conde.
La proclamació de la Regència d'Estella es va produir en l'aplec carlista de Montserrat del 20 d'abril de 1958. Inicialment Sivatte va aconseguir arrossegar a la gran majoria dels carlins catalans, encara que no tingués gran èxit en la resta d'Espanya. Aquesta orgaqnización es considerava la dipositària dels drets històrics de la dinastia carlista després de la qual consideraven pèrdua de legitimitat d'exercici de Xavier de Borbó i Parma, editava el butlletí Tiempos Críticos, i celebrava anualment un acte a Montserrat. Va mantenir sempre un criteri antifranquista, en el polític, i tradicionalista, en l'ideològic.
No obstant això es va estancar aviat a partir de 1964, quan la major part dels seus seguidors, liderats per Carles Feliu de Travy, es van desvincular de Sivatte per reintegrar-se a la Comunió Tradicionalista que lideraven Xavier de Borbó i Parma i el seu fill Carles Hug. Al juliol d'aquell any Carles Feliu de Travy es va reunir amb Carles Hug a Madrid, i al seu retorn a Catalunya va transmetre als seus companys la bona impressió que li havia causat el jove príncep. El reingrés es faria de manera oficial a la casa d'Antoni Pérez de Olaguer, en la qual més d'un centenar de quadres sivattistes van poder entrevistar-se amb Carles Hug.
Tot i això Sivatte mantindria la Regència d'Estella amb el suport d'un reduït grup d'afins.
Durant l'època de la Transició la Regència d'Estella va patrocinar el partit Unió Carlista, en el qual es van integrar els últims octavistes basc-navarresos, que s'oposaria a la Constitució de 1978. Encara Unió Carlista es va integrar en la Comunió Tradicionalista Carlista el 1986, la Regència d'Estella mai seria dissolta de manera pública.